# Kościół Imienia Najświętszej Maryi Panny w Szczuczynie
Kościół Imienia Najświętszej Maryi Panny w Szczuczynie – rzymskokatolicki kościół parafialny w mieście Szczuczyn, w województwie podlaskim. Należy do dekanatu Szczuczyn diecezji łomżyńskiej.

## Historia
Świątynia została wzniesiona wraz z klasztorem i kolegium dla zakonu pijarów. Zespół klasztorny zbudował w latach 1701 -1707 właściciel miasta, Stanisław Antoni Szczuka, a ufundował król Jan III Sobieski jako upamiętnienie swego zwycięstwa pod Wiedniem. W 1805 roku, pijarzy opuścili klasztor i szczuczyński kościół stał się kościołem filialnym parafii Przemienienia Pańskiego w Wąsoszu. Samodzielna parafia Imienia Najświętszej Maryi Panny w Szczuczynie została powołana w 1889 roku i od tego czasu kościół spełnia funkcję kościoła parafialnego. Budowlę konsekrował w 1738 roku płocki biskup pomocniczy Marcin Załuski. 

W latach 1983–1995 kościół i dawny klasztor zostały gruntownie wyremontowane podczas urzędowania księdza proboszcza Mieczysława Olszewskiego.

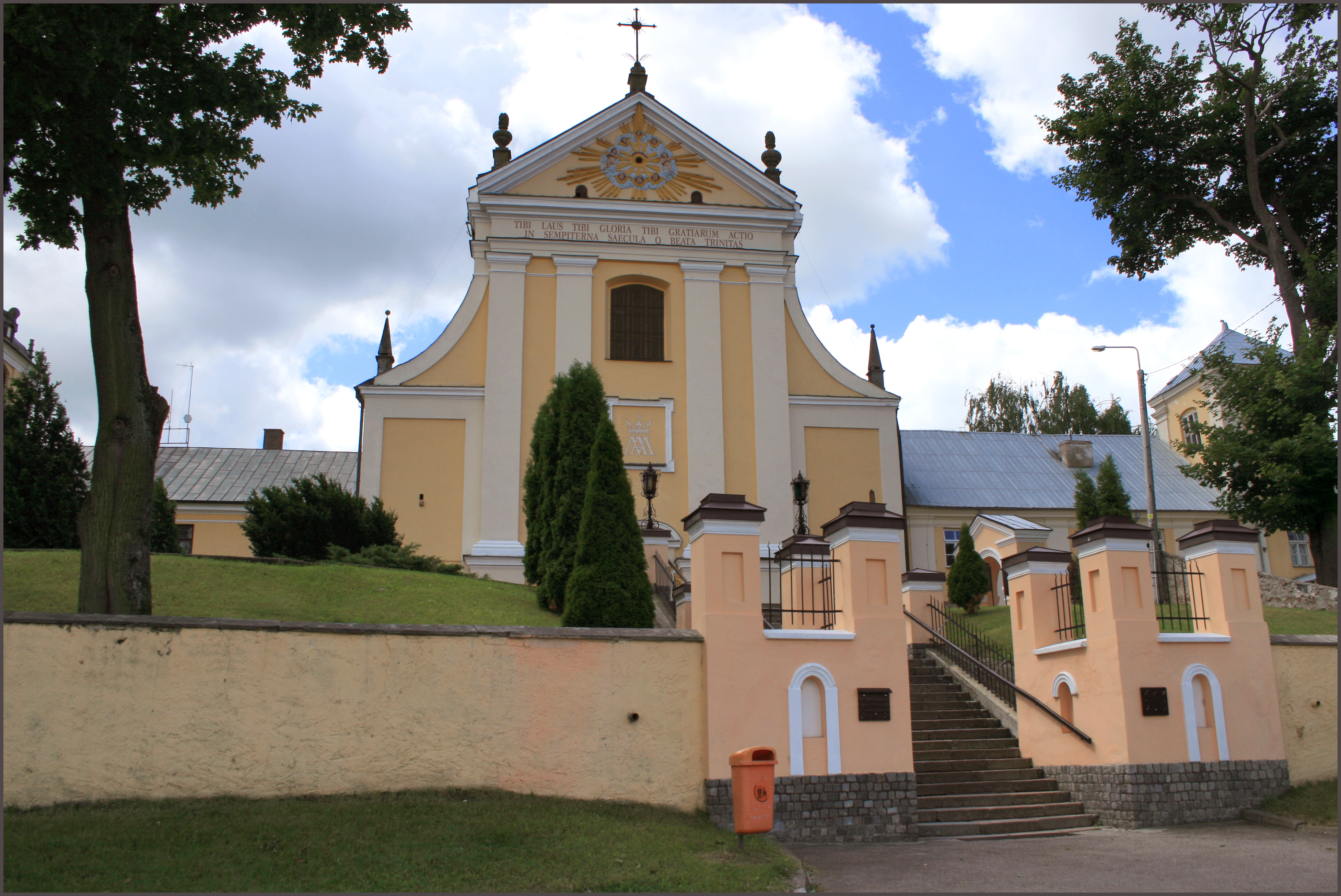
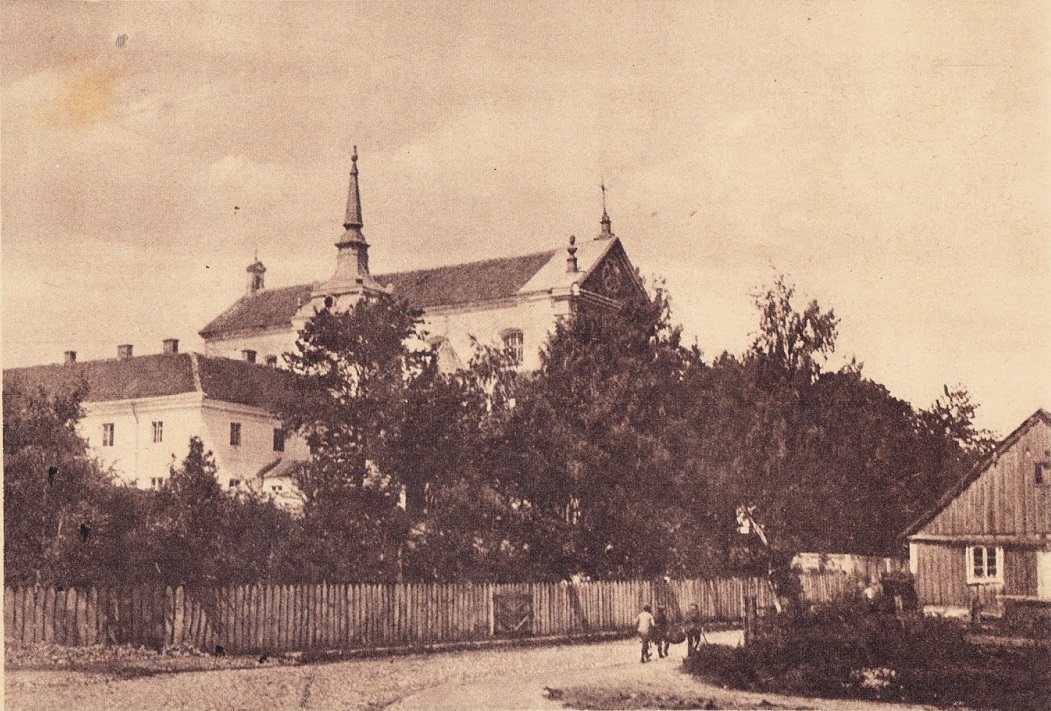
1918